# 奥兰多·吉本斯

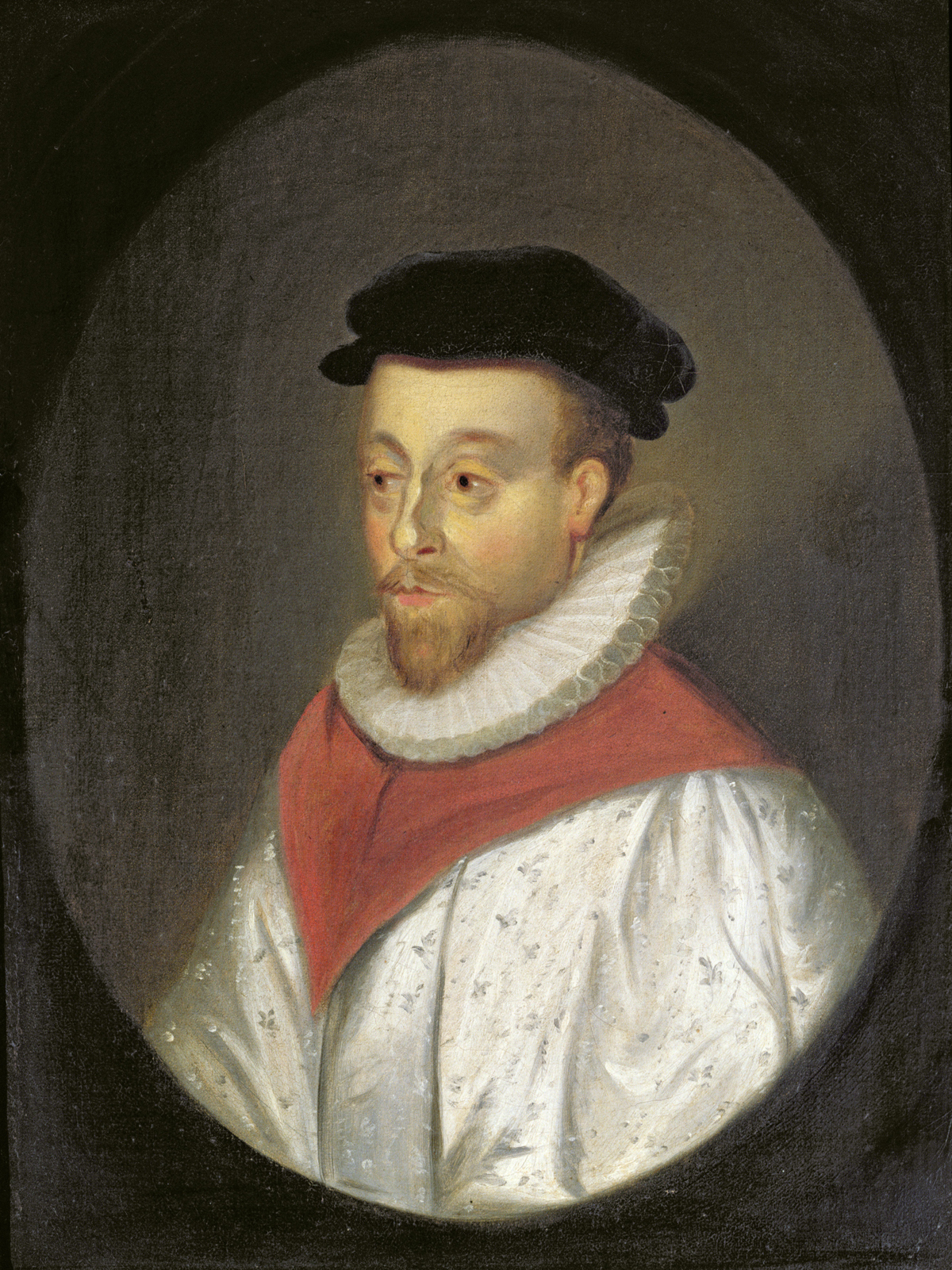
奥兰多·吉本斯

奥兰多·吉本斯（英語：Orlando Gibbons，1583年12月25日—1625年6月5日）是一名活跃于英国都铎王朝晚期詹姆斯时代早期作曲家、維金納派作曲家、风琴演奏家。

## 生活与事业
吉本斯生于1583年（很有可能是12月）并于当年圣诞节于牛津受洗。其父威廉·吉本斯是一名打更人（Wait）。1596年至1598年，他于剑桥大学国王学院唱诗班唱诗。当时他的兄长爱德华·吉本斯是唱诗班领唱。奥兰多的次兄伊利斯·吉本斯也是一名有前景的作曲家，但早逝。1598年，他作为公费生就读大学，并于1606年获得音乐学士学位。同年与一名教区委员会守卫的女儿伊丽莎白·帕滕结婚。他们共产下七名子女。
詹姆斯一世任命奥兰多为皇家教堂绅士。至少自1615年起他便一直从事风琴演奏工作，直至年去世为止。1623年，奥兰多成为了一名高级风琴师，当时与他共事的托马斯·汤姆金斯是下级风琴师。他还是当时查尔斯王子（后来的查理一世）的键琴演奏师以及威斯敏斯特教堂风琴师。41岁时他因内出血卒于坎特伯雷，后葬于坎特伯雷座堂。他因死的较为突然，其同事们要求验明其死因，而之后他的草草下葬以及他不于伦敦安葬这两件事也引起了议论。其妻子伊丽莎白在一年多后去世，年值35岁左右。只能由奥兰多的兄长爱德华来照顾他们的子女。他的子女中，只有克里斯托弗·吉本斯日后成为了音乐家。

## 音乐
吉本斯在他生活的那个年代可谓多才多艺。他谱写了众多的键琴曲，也为维奥尔琴谱写了约30曲幻想曲以及牧歌（最有名的便是银色的天鹅），还有一些受欢迎的歌节。